# Mike Jones (rapper)
Mike Jones, pseudonimo di Michael Jones (Aldine, 18 novembre 1981), è un rapper e attore statunitense.

## Biografia
Rapper di Houston, si fa strada sotto l'etichetta ideata da DJ Michael 5000 Watts, la Swisha House, sotto la quale realizza numerosi album. Da bambino il suo sogno era diventare una stella dell'NBA, capì presto però, che il suo futuro non poteva essere il basket. La sua grande passione è il rap, comincia a spacciare, e con il ricavato fonda l'etichetta Ice Age Entertainment. Nel 2001 comincia a chiedere delle basi ai produttori locali sulle quali poter rappare, ma le risposte dei produttori non erano delle più soddisfacenti: Who Are You? (chi sei?). E lui Mike Jones. E loro Who? (chi?). E lui Mike Jones!. Proprio da questo Mike trae il suo motto: "Mike Jones, who? Mike Jones!". Per riuscire a sfondare nel mainstream musicale Mike comincia a passare i suoi brani ai Disc jockey di alcuni strip club.
Nel 2002, arriva il successo, conosce Michael Watts, e viene subito assoldato da questo nella Swisha House. Sotto la medesima label realizza 4 album: Ballin Underground, First Round Draft Picks, Runnin' The Game e Day Hell Broke Loose 2. Il suo singolo Still Tippin registrato assieme a Slim Thug e Paul Wall, riscuote un buon successo nel dirty south. Gli album di Mike superano la vendita di 250 000 copie. Si fa tatuare sul braccio la frase: 
Nel 2004 nascono i dissapori fra Jones e Chamillionaire, nel mixtape di Jones King of the Streets la metà delle tracce sono dissing a Chamillionaire. 
Chamillionaire ha avuto modo di rispondere nel mixtape di DJ Ideal con Lil Jon Da bottom, Vol. 1, con una freestyle. 
Nel 2005 arriva il grande successo sotto la Warner. Arriva il disco il suo disco Who is Mike Jones?.

Nel 2007, Mike rende noto a tutti il suo indirizzo di posta elettronica (askmikejones@gmail.com), dichiarando: 
 Ritardata l'uscita del suo nuovo disco, The American Dream, sempre col medesimo titolo, Mike Jones produrrà un film, dove anche lui sarà uno degli attori presenti nel cast. Inoltre Mike Jones è stato un attore nella serie televisiva statunitense Prison Break.
È inoltre apparso nel video del gruppo rap di Atlanta D4L Laffy Taffy.

## Discografia

### Singoli
- 2007 - Drop & Gimme 50

### Album in studio
- 2003 - 1st Round Draft Picks
- 2005 - Who is Mike Jones?
- 2006 - Who is Mike Jones? - Chopped & Screwed
- 2007 - The American Dream EP
- 2008 - The Voice of the Streets

### Mixtape
- 2002 - Ballin' Underground
- 2003 - Runnin' tha Game
- 2004 - king of the Streets